# Le Rayon vert (film)
Le Rayon vert is een Franse dramafilm uit 1986 onder regie van Éric Rohmer. De film is geïnspireerd door de gelijknamige roman uit 1882 van de Franse auteur Jules Verne. Rohmer won met deze film de Gouden Leeuw op het Filmfestival van Venetië.

## Verhaal
Wanneer een vriendin telefonisch hun samen geplande reis afzegt, heeft de Parijse secretaresse Delphine (Marie Rivière) plotseling geen plannen voor de zomervakantie. Gedurende meerdere dagen, die in beeld worden gemarkeerd met handgeschreven data, neemt Delphines wanhoop toe: de zomer in Parijs te moeten blijven of alleen op vakantie. Met meerdere vrienden en familieleden bespreekt ze haar opties, maar geen enkele kan haar bekoren. Wat blijkt is dat ze nog altijd verdriet heeft van haar vorige relatie en dat ze slecht contact kan maken met nieuwe mannen.
Een vriendin neemt haar mee naar vrienden in Cherbourg, maar Delphine blijft zich daar een buitenstaander voelen; na enkele dagen gaat ze weer terug naar Parijs. Dan gaat ze alleen naar La Plagne, wat ze door de mensenmassa zelfs geen dag volhoudt. Weer terug in Parijs loopt ze doelloos rond tot ze een vriendin tegenkomt die haar een appartement aanbiedt in Biarritz. Aldaar luistert ze een gesprek af over De wonderstraal, het boek van Jules Verne en het natuurlijke fenomeen waarop dat gebaseerd is: de groene flits die onder zeldzame omstandigheden te zien is als de zon ondergaat. Deze zou geluk brengen in de liefde.
Op het strand ontmoet Delphine een extraverte vrouw die ook alleen op reis is, maar er volop van geniet en even later met gemak twee mannen aan tafel krijgt. Geïrriteerd door het oppervlakkige geflirt rent Delphine plotseling weg. Opnieuw besluit ze terug te gaan naar Parijs, tot ze op het station aan de praat raakt met een man. Hij herkent het boek dat ze leest: De idioot van Dostojevski. Hij is op weg naar het nabijgelegen Saint-Jean-de-Luz; ze gaat met hem mee. Aldaar komt de romantische spanning tot een hoogtepunt als ze samen naar de zonsondergang kijken en de groene flits verschijnt.

## Rolverdeling
| Acteur           | Personage  |
| ---------------- | ---------- |
| Marie Rivière    | Delphine   |
| Sylvie Richez    | Sylvie     |
| Éric Hamm        | Édouard    |
| Vincent Gauthier | Jacques    |
| Basil Gervaise   | Grootvader |
| Béatrice Romand  | Béatrice   |